# 重信川
重信川（しげのぶがわ）は、愛媛県中予地方を流れる一級河川重信川水系の本川。東温市付近を扇頂として広大な扇状地（道後平野）を形成している。戦国時代以前は伊予川（上流では久米川、横川）と呼ばれていた。氾濫の多い暴れ川であったと伝えられ、時代により流れを幾度も変えている。急傾斜地を水源とするため、河床に砂礫がたまりやすく、天井川であったと伝えられる。

## 地理
高縄半島の東三方ヶ森（標高1233m）南麓に発し南流。東温市見奈良からは向きを西に変える。松山平野（道後平野）を潤し、松山市と伊予郡松前町との境界を成しつつ伊予灘に注ぐ。
高低差の割に河川長が短いため、度々洪水に見舞われる一方、河床は砂礫層であり、流域の両岸には伏流水による湧水が多く、灌漑等に用いられてきた。河口は西日本有数の渡り鳥の渡来地となっている。

## 源流点
2012年12月5日、重信川の自然をはぐくむ会による調査が行われ、東三方ヶ森山頂から東北東約500mの山中にある石積み堰堤箇所を源流点とした。正確な位置は標高1000メートル、北緯33度54分17秒、東経132度57分55秒（西条市丹原町田滝）であった。

## 歴史
典型的な扇状地河川で伏流しているので、普段は流量も少なく見えるが、降雨が続くと一気に伏流水が地上に溢れ、水害を引き起こす。
- 1933年7月 - 台風12号による水害。氾濫面積2000町歩、堤防決壊8箇所。
- 1976年9月 - 台風17号による水害。支流石手川河川敷上の住宅12戸流出、堤防欠損4箇所。

資料：愛媛大学による
- 2017年 -「重信川河口域の湿地環境保全 ～高校生の取り組み～」が、平成29年度手づくり郷土賞受賞。

## 名称の由来
もともと「伊予川」と呼ばれていたこの川は豪雨の度に氾濫していたため、文禄・慶長年間に松山城の城主・加藤嘉明が家臣の足立重信に石手川とともに改修を命じた。重信川については、森松付近から流路を北に寄せ、伊予灘に流れ込む形にした。また、石手川は南西方向に流路を変えて、現在の出合と呼ばれる地点で重信川と合流させた。この重信の一連の工事によって伊予川の氾濫が収まったため、その功績を讃えるために人々は重信川と呼ぶようになった。河川名称に個人の名が付けられるのは、日本では大変珍しいとされる。

## 流域の自治体
愛媛県
西条市、東温市、松山市、伊予郡砥部町、松前町

## 環境
地元地域の小学生（北吉井小学校など）が清掃活動を行った。北吉井小学校は5回の清掃活動を行った。南吉井小学校も積極的である。
伊予灘に流れ込む河口部には干潟が存在し、シギやチドリなどにとっての重要な生息地になっている。

## 主な支流

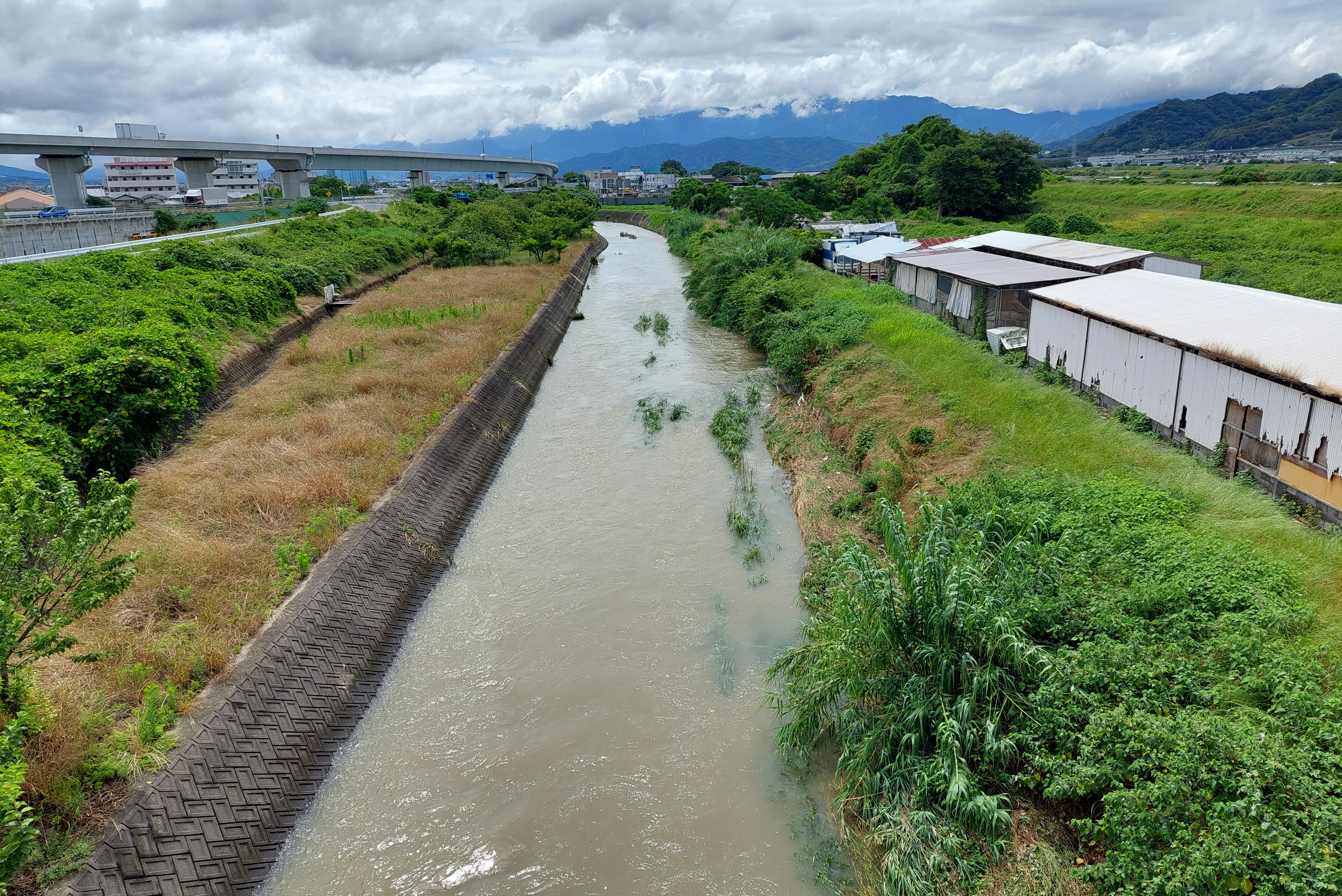
内川
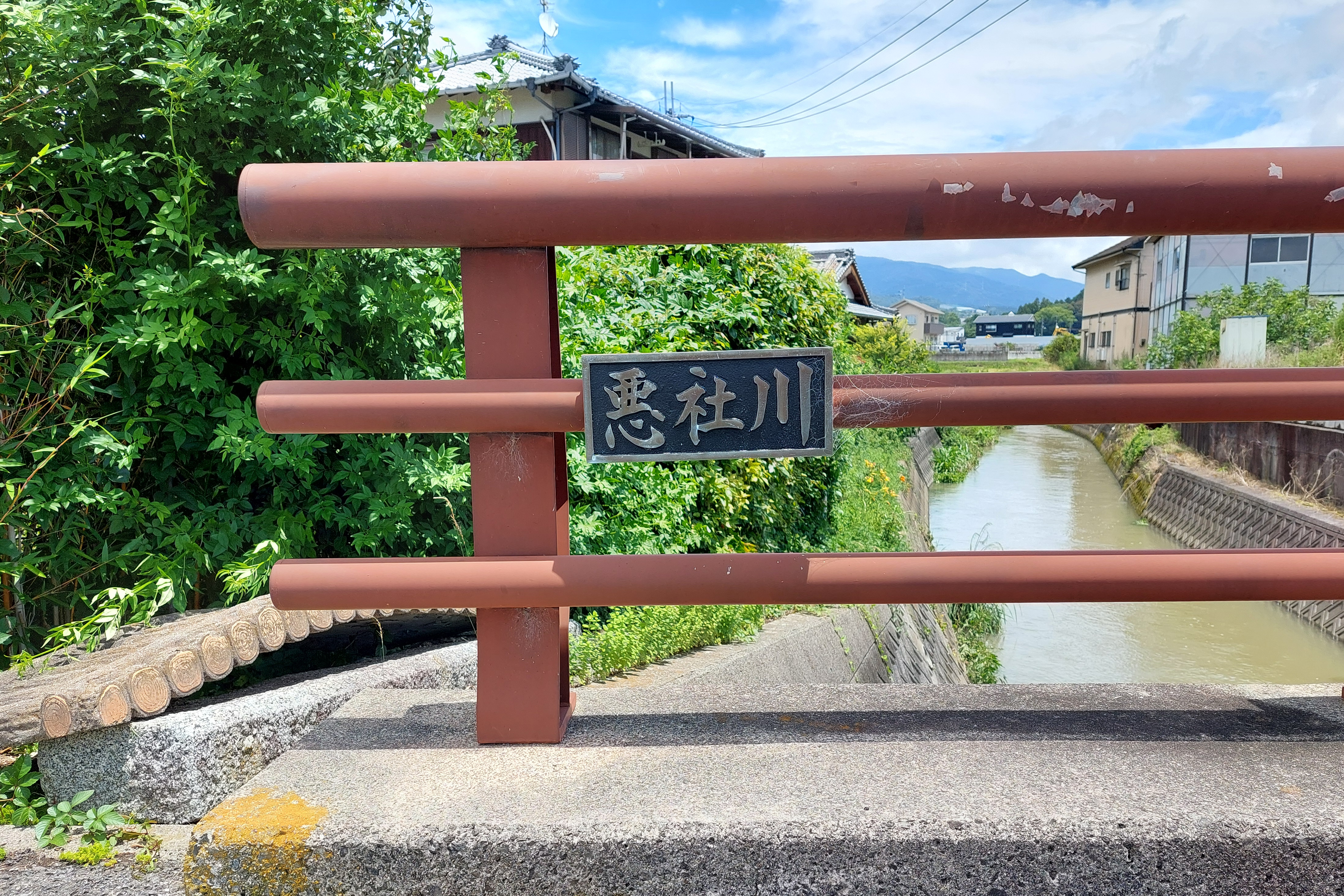
悪社川
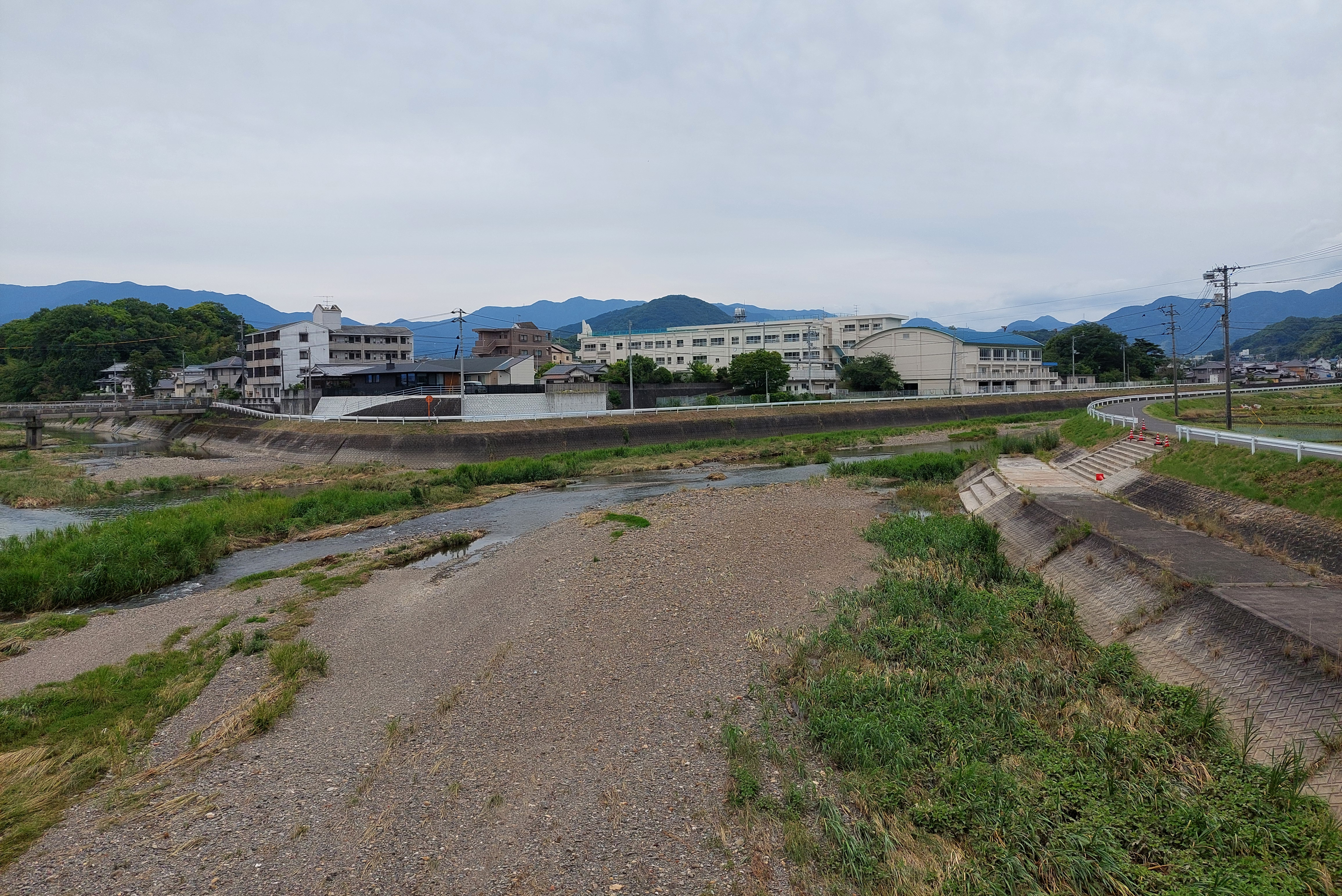
御坂川（左）と砥部川（右）
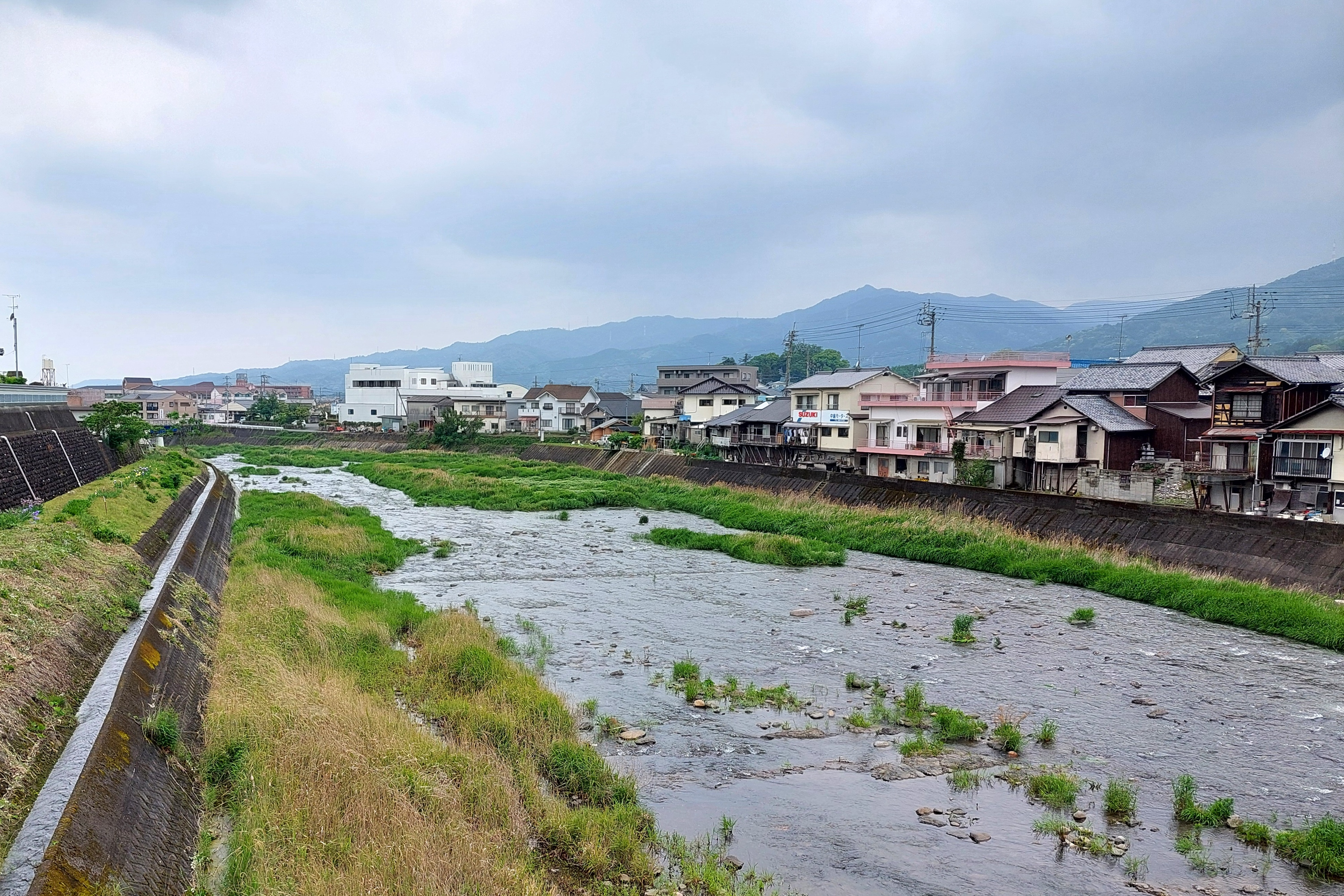
表川

市町名は流域の自治体。
- 石手川：松山市
- 小野川：松山市
- 内川：東温市、松山市
- 悪社川：松山市
- 砥部川：伊予郡砥部町
- 御坂川：松山市
- 拝志川：東温市
- 井内川：東温市
- 表川：東温市
- 本谷川：東温市

- 内川
- 悪社川
- 御坂川（左）と砥部川（右）
- 表川

## 主な橋梁
（伊予灘）

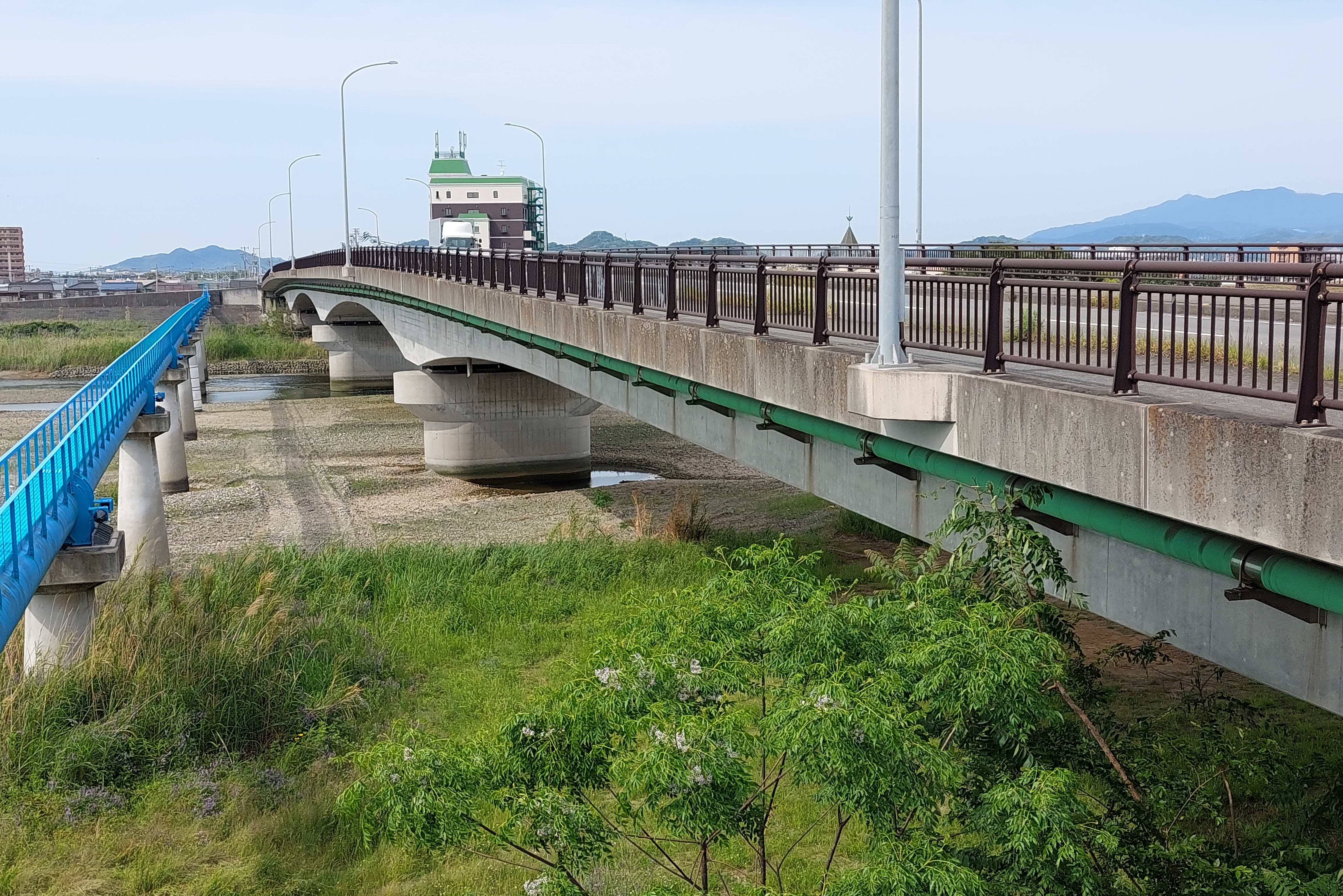
川口大橋（愛媛県道22号伊予松山港線）
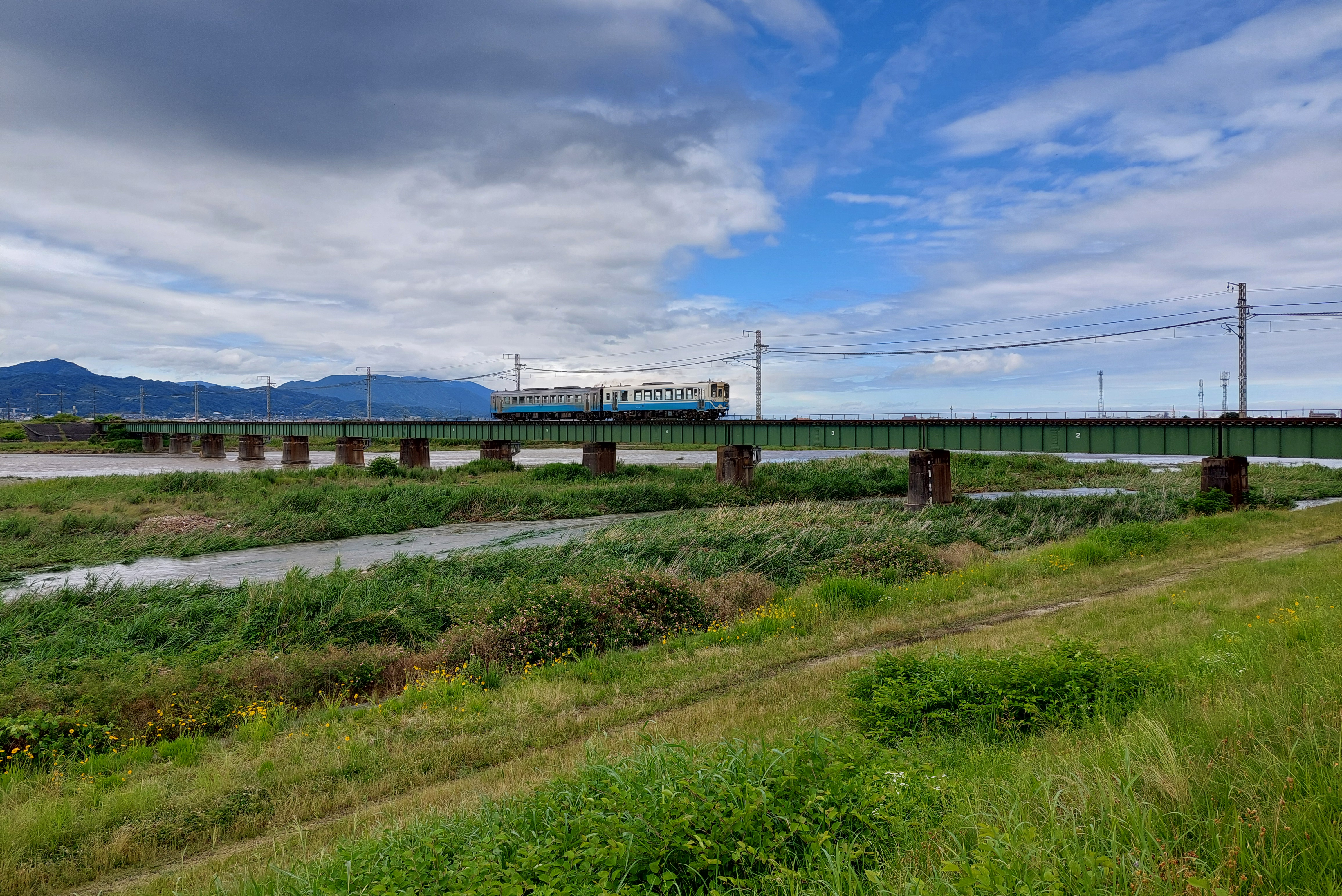
出合橋（愛媛県道326号松山松前伊予線）
- （伊予鉄道郡中線）
- 出合大橋（国道56号線）
- （予讃線）
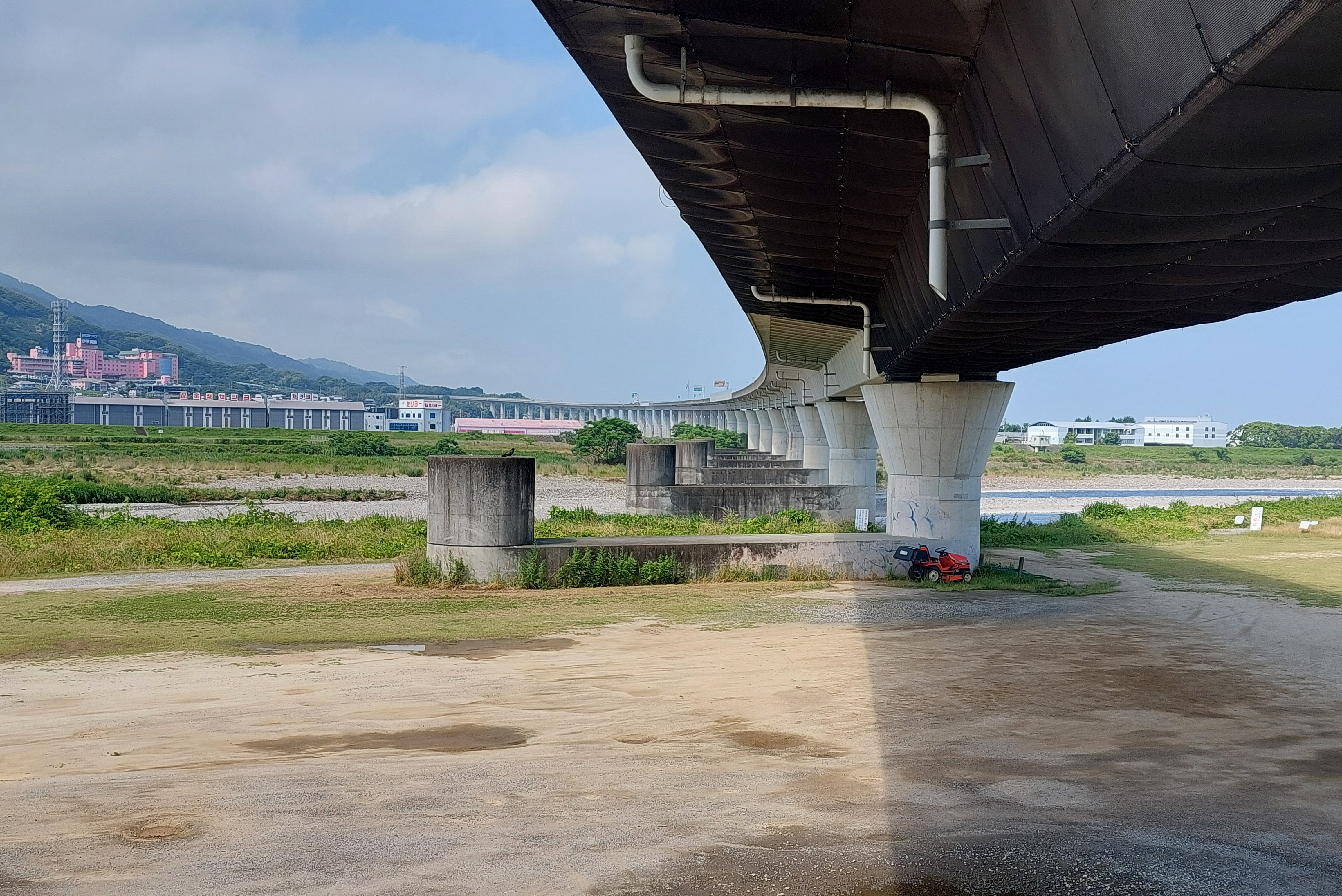
中川原橋（愛媛県道16号松山伊予線）
- 重信高架橋（松山自動車道）
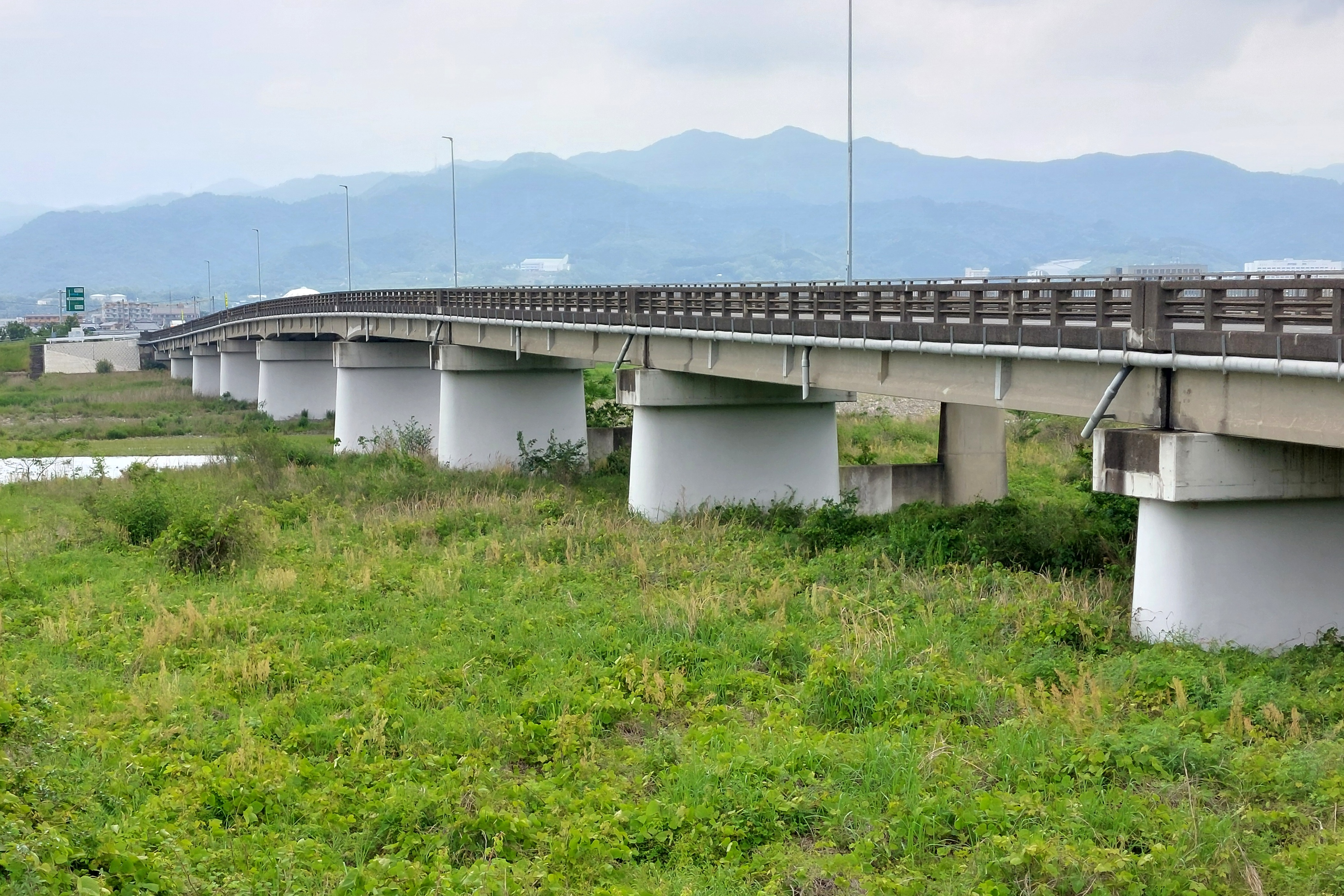
重信大橋（国道33号線）
- 重信橋（愛媛県道194号久谷森松停車場線）
- 久谷大橋（愛媛県道40号松山東部環状線）
- 上村大橋
- 拝志大橋（愛媛県道209号美川松山線）
- 上重信橋
- 重信川橋（松山自動車道）
- 見奈良大橋
- 横河原橋（愛媛県道334号松山川内線）
- 新横河原橋（国道11号線）
- 大畑橋
- 御所橋
- 麓橋
- 藤之内橋（愛媛県道152号寺尾重信線）

（東三方ヶ森）
- 川口大橋
- 重信川橋梁（予讃線）
- 重信川橋（松山自動車道）
- 拝志大橋

## 並行する交通

### 鉄道
- 伊予鉄道横河原線

### 道路
- 国道11号
- 松山自動車道

## 流域の観光地
- 西林寺
- 杖ノ淵公園
- 松山中央公園野球場（坊っちゃんスタジアム）